# Lingua mari
La lingua mari, conosciuta anche come lingua ceremissa, termine utilizzato durante il periodo sovietico (nome nativo: Марий йылме, Marij jylme nella variante orientale, Мары йӹлмӹ, Mary jÿlmÿ in quella occidentale; in russo: марийский язык, marijskij jazyk, o anche черемисский, čeremisskij), è una lingua uralica parlata in Russia, nella regione del Volga, e in Repubblica dei Mari.

## Distribuzione geografica
Al censimento russo del 2010 risultavano 388.000 locutori mari, distribuiti tra vari soggetti federali compresi nella regione del Volga: Baschiria, Oblast' di Kirov, Repubblica dei Mari, Tatarstan, Territorio di Perm' e Udmurtia. La lingua è parlata anche in Kazakistan. Si stimano complessivamente 785.000 locutori.

### Dialetti e lingue derivate
Lo standard ISO 639-3 classifica la lingua mari come macrolingua composta dai seguenti membri:
- Lingua mari orientale[6] o delle praterie (mhr)

Anche denominata: Basso Mari (nome nativo: Oлык марий, Olyk marij; in russo луговомари́йский?, lugovomaríjskij)
Parlata da più di 470.000 (2012) persone, nella Repubblica dei Mari, ad est del fiume Volga, ed in altre zone fuori della repubblica più ad est. La lingua viene insegnata nelle scuole ma è poi poco usata nella vita comune, dove si preferisce usare il russo. Fanno eccezione alcune piccole comunità rurali lontane dai centri più grandi che parlano la lingua correntemente.
- Lingua mari occidentale o delle colline (mrj)

Anche denominata: Alto Mari (nome nativo: Кырык мары, Kyryk mary; in russo горномари́йский?, gornomaríjskij).
Parlata da circa 30.000 persone nella Repubblica dei Mari e nell'Oblast' di Nižnij Novgorod, a sud del fiume Volga.
Le due lingue hanno differenze lessicali, fonologiche e morfologiche, ma sono mutuamente comprensibili e buona parte dei locutori di una di esse parla anche l'altra.

## Classificazione
Fa parte delle lingue ugrofinniche.

## Sistema di scrittura
Per la scrittura viene utilizzato l'alfabeto cirillico.